# Anton Kavaleŭski
Anton Anatolevič Kavaleŭski (in bielorusso Антон Анатолевіч Кавалеўскі?, in russo Антон Ковалевский?, Anton Kovalevskij; Magdeburgo, 2 febbraio 1986) è un ex calciatore tedesco naturalizzato bielorusso, di ruolo portiere.

## Carriera

### Nazionale
Vanta 2 presenze nelle partite di qualificazione all'Europeo 2009 di categoria con l'Under-21.

## Palmarès

### Club

#### Competizioni nazionali
- Coppa di Bielorussia: 1

Naftan: 2009